# Combretum ternatum
Combretum ternatum är en tvåhjärtbladig växtart som först beskrevs av Nathaniel Wallich och Charles Baron Clarke, och fick sitt nu gällande namn av O.Lecomte. Combretum ternatum ingår i släktet Combretum och familjen Combretaceae. Inga underarter finns listade i Catalogue of Life.